# ريكتسيلات
الريكتسيلات هي جنس من عائلة الكوكسيلات. ويجب عدم الخلط بينها وبين الريكتسيا. وهي تعتبر الآن من متقلبات غاما .على الرغم من ذلك، هذا التصنيف قد تغير.